# USS Parrott (DD-218)
L'USS Parrott (DD-218) est un destroyer de classe Clemson mis en service dans l'United States Navy peu après la Première Guerre mondiale.
Sa quille est posée le 23 juillet 1919 au chantier naval William Cramp & Sons Shipbuilding & Engine Company de Philadelphie, en Pennsylvanie. Il est lancé le 25 novembre 1919 ; parrainée par Mme Julia B. Parrott, et mis en service le 11 mai 1920 sous le commandement du lieutenant commander W. C. Wickham.  

## Historique
Après sa croisière inaugurale, il est pendant un certain temps désigné navire amiral de la flotte du Pacifique avant d'être déployé en Europe pour servir au large des eaux turques. C'est dans cette zone qu'il aide aux évacuations après l'incendie de Smyrne et assiste les réfugiés politiques tout en protégeant les intérêts américains dans la région. 
Le Parrott opère ensuite dans la région du Pacifique jusqu'au début de la Seconde Guerre mondiale. Alors qu'il sert d'escorte de convoi en 1942 au sein de son escadre de destroyers, la force opérationnelle tombe sur des convois japonais escortés par des torpilleurs. Au cours de l'escarmouche, les forces américaines coulent quatre des transports et un torpilleur. Pendant le reste de la guerre, le Parrott sert d'escorte, souvent à titre antiaérien.
Il soutient également les débarquements amphibies en participant à des bombardements et sert dans des groupes de lutte ASM transatlantiques. À la suite d'une grave collision avec le SS John Morton le 2 mai 1944, il est remorqué au chantier naval de Norfolk et déclassé en 1944. Le navire est vendu pour démolition  en avril 1947.

## Décorations
Le Parrott a reçu deux battles star pour son service pendant la Seconde Guerre mondiale. 